# Mojopanggung
Mojopanggung is een bestuurslaag in het regentschap Banyuwangi van de provincie Oost-Java, Indonesië. Mojopanggung telt 5452 inwoners (volkstelling 2010).